# 착한 의견의 성모

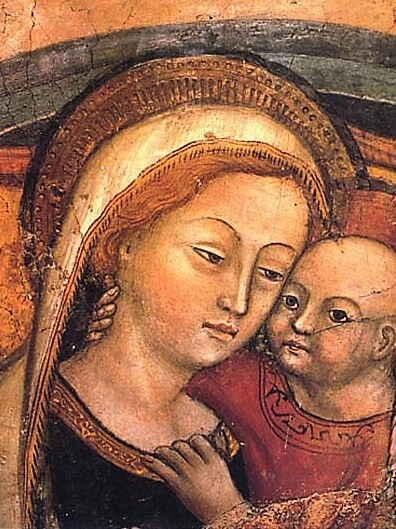
제나차노 성당에 있는 착한 의견의 성모 성화 원본

선한 조언의 성모(라틴어: Mater boni consilii, 영어: Our Mother of Good Counsel) 또는 이전 명칭 천국의 성모(Our Lady of Paradise)는 13세기 이탈리아 로마 인근의 제나차노에 있는 아우구스티노회 성당에서 발견된 성모 마리아 성화를 부르는 호칭이다. 착한 의견의 성모 성화는 폭 40센티미터, 길이 45센티미터로 달걀 껍질보다 얇은 자기 위에 그려진 프레스코화이다. 수 세기동안 착한 의견의 성모에 대한 신심은 기독교의 성인들과 역대 교황들에게까지 전파되었으며, 그 결과 성모 호칭 기도에 착한 의견의 성모 호칭이 첨부되었으며, 이 기도문은 전 세계에 널리 확산되었다. 착한 의견의 성모를 기리는 기념일은 4월 26일이다.

## 역사

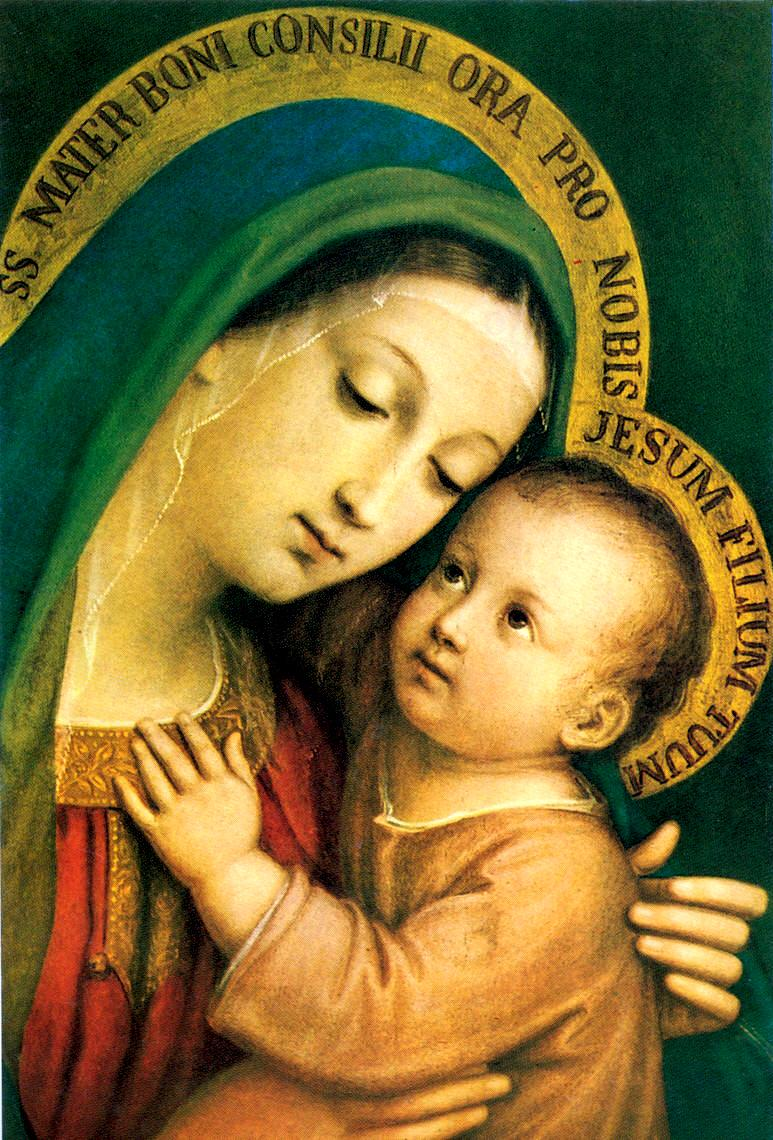
19세기 파스쿠알레 살루로가 그린 착한 의견의 성모

5세기 교황 식스토 3세의 재위 때, 제나차노 마을 주민들은 로마의 산타 마리아 마조레 대성전에 많은 기부를 하였으며, 이에 대한 답례로 교황은 제나차노에 성당 하나를 건립하였다. 나중에 이 성당은 1356년 아우구스티노회에 위탁되었다.
전승에 따르면, 1467년 마을 주민들이 성 마르코 축일 축제를 지내던 중에 갑자기 어디선가 아름다운 음악소리가 들려왔다고 한다. 그리고 하늘에서 신비스러운 구름이 내려와 마을 본당의 아직 공사 중인 벽에 이르자 사라져버렸다. 수많은 군중이 보는 앞에서 구름이 흩어지면서 본당 벽에 평함판 사건 정도의 두께에 18평방인치 정도 되는 성모 마리아와 아기 예수가 아름답게 묘사된 프레스코 벽화가 나타났다. 이후 이 성화로 인하여 수많은 기적이 일어났다고 전해진다. 전승에 따르면, 이 성화는 본래 알바니아의 스쿠타리 성당에 있었는데 기적적인 사건으로 이탈리아의 제나차노 성당으로 옮겨진 것이라고 한다.
1630년 교황 우르바노 8세가 착한 의견의 성모 성화를 보기 위해 제나차노를 방문하면서 성화의 명성은 더욱 높아졌다. 1682년 11월 17일 교황 인노첸시오 11세는 착한 의견의 성모 성화에 왕관을 씌워주는 예식을 주재하였다. 성 알로이시오 곤자가, 성 알폰소 리구오리, 성 요한 보스코 등 걸출한 성인들도 착한 의견의 성모에 대한 신심으로 유명했던 이들이다.
1753년 교황 베네딕토 14세는 착한 의견의 성모 신심회를 설립하였다. 착한 의견의 성모에 대한 신심이 특별했던 교황 비오 9세는 1864년 착한 의견의 성모를 보기 위해 제나차노를 순례 방문하였다. 1903년 4월 22일 교황 레오 13세는 성모 호칭 기도에 착한 의견의 성모 호칭을 포함시켰다. 1939년 교황 비오 12세는 자신을 성모 마리아의 모성애에 맡겼으며 그녀에게 전구를 청하는 기도문을 작성하였다. 1959년 교황 요한 23세는 교황으로 선출되자 성모 마리아의 착한 의견을 구하기 위해 제나차노의 착한 의견의 성모 성당을 방문하고 전구를 청하였다.